# Ґалеш-Хейл
Ґалеш-Хейл (перс. گالش خيل) — село в Ірані, у дегестані Пір-Базар, в Центральному бахші, шагрестані Решт остану Ґілян. За даними перепису 2006 року, його населення становило 536 осіб, що проживали у складі 144 сімей.

## Клімат
Середня річна температура становить 14,06°C, середня максимальна – 27,56°C, а середня мінімальна – -0,66°C. Середня річна кількість опадів – 773 мм.
| Клімат поселення                              | Клімат поселення | Клімат поселення | Клімат поселення | Клімат поселення | Клімат поселення | Клімат поселення | Клімат поселення | Клімат поселення | Клімат поселення | Клімат поселення | Клімат поселення | Клімат поселення | Клімат поселення |
| Показник                                      | Січ.             | Лют.             | Бер.             | Квіт.            | Трав.            | Черв.            | Лип.             | Серп.            | Вер.             | Жовт.            | Лист.            | Груд.            |                  |
| Середній максимум, °C                         | 9,54             | 9,94             | 12,25            | 17,73            | 22,12            | 25,34            | 27,56            | 27,32            | 23,60            | 20,85            | 16,56            | 12,00            |                  |
| Середня температура, °C                       | 4,44             | 4,83             | 7,16             | 12,62            | 17,02            | 20,24            | 23,31            | 23,07            | 19,35            | 16,59            | 12,30            | 7,75             |                  |
| Середній мінімум, °C                          | −0,66            | −0,27            | 2,06             | 7,54             | 11,93            | 15,14            | 19,06            | 18,82            | 15,09            | 12,34            | 8,05             | 3,50             |                  |
| Норма опадів, мм                              | 77               | 63               | 66               | 54               | 39               | 24               | 12               | 34               | 78               | 116              | 94               | 116              |                  |
| Середньомісячна швидкість вітру, м/с          | 2.30             | 2.40             | 2.40             | 2.30             | 2.30             | 2.60             | 2.58             | 2.40             | 2.13             | 2.07             | 1.93             | 1.98             |                  |
| Середньомісячна сонячна радіація, кДж/м²·день | 6894             | 9061             | 11226            | 15856            | 20072            | 22834            | 23787            | 20025            | 16342            | 11157            | 8538             | 6575             |                  |
| --------------------------------------------- | ---------------- | ---------------- | ---------------- | ---------------- | ---------------- | ---------------- | ---------------- | ---------------- | ---------------- | ---------------- | ---------------- | ---------------- | ---------------- |
| Джерело:                                      |                  |                  |                  |                  |                  |                  |                  |                  |                  |                  |                  |                  |                  |